# Plutonaster agassizii
Plutonaster agassizii is een kamster uit de familie Astropectinidae.
De wetenschappelijke naam van de soort werd, als Archaster agassizii, in 1880 gepubliceerd door Addison Emery Verrill.